# Troglohyphantes lakatnikensis
Troglohyphantes lakatnikensis är en spindelart som beskrevs av Pencho Drensky 1931. Troglohyphantes lakatnikensis ingår i släktet Troglohyphantes och familjen täckvävarspindlar.
Artens utbredningsområde är Bulgarien. Inga underarter finns listade i Catalogue of Life.